# Acontia signifera
Acontia signifera är en fjärilsart som beskrevs av Walker 1857. Acontia signifera ingår i släktet Acontia och familjen nattflyn. Inga underarter finns listade i Catalogue of Life.